# Slag bij Alcoraz
De Slag bij Alcoraz vond plaats op 18 november 1096 buiten Huesca (Arabische Wasqah), waarbij de belegerende troepen van Peter I van Aragon en Navarra het opnamen tegen de hulpkrachten van Al-Musta'in II uit Zaragoza en zijn Castiliaanse bondgenoten.
Het beleg werd ongeveer twee jaar eerder (1094) begonnen door de vader van Peter, Sancho Ramírez, die daarbij in het kasteel van Montearagón had verbleven. Terwijl hij de belegeringsinspanningen rond de muren van Huesca inspecteerde, werd Sancho gedood door een pijl. Zijn opvolger zette het beleg van de stad verder en versloeg in het nabijgelegen Alcoraz de troepen van Al-Musta'in die uit Zaragoza kwamen om de stad te ontzetten. Na deze overwinning kon de stad worden ingenomen.
Latere legenden beweren dat Sint-Joris tijdens de strijd boven de kroon van Aragon verscheen, ter ondersteuning van de inspanning van de Reconquista. Dit komt overeen met soortgelijke visies van Santiago Matamoros (Sint-Jacob) ter ondersteuning van de christelijke strijdkrachten van Asturië in de Slag bij Clavijo, meer dan tweehonderd jaar eerder.